# Гора-останець Шелудива
Гора-оста́нець Шелуди́ва — комплексна пам'ятка природи місцевого значення, розташована на схід від села Прохладне Бахчисарайського району, АР Крим. Створений відповідно до Постанови ВР АРК № 92 від 15 лютого 1964 року.

## Загальні відомості
Землекористувачем є КСП «ім. Чапаєва», площа 5 га. Розташований південний схід від села Прохладне Бахчисарайського району.
Пам'ятки природи створена з метою охорони та збереження в природному стані цінного в науковому, естетичному відношенні своєрідного еталону природної динаміки рельєфу — гори, крутими схилами якої радіально розходяться 36 однотипних яружних урочищ з рідкісними деревно-чагарниковими заростями.